# ألكسيس جوفروي
ألكسيس جوفروي (بالفرنسية: Alix Joffroy)‏‏ (16 ديسمبر 1844 - 24 نوفمبر 1908 في باريس) طبيب نفسي، وطبيب أعصاب، وأستاذ جامعي من فرنسا. يُعرف لعلامة جوفروي. حاصلة على وسام جوقة الشرف من رتبة فارس.

## روابط خارجية
- Alix Joffroy على قاموس من سمى هذا؟